# Patrick Schönbächler

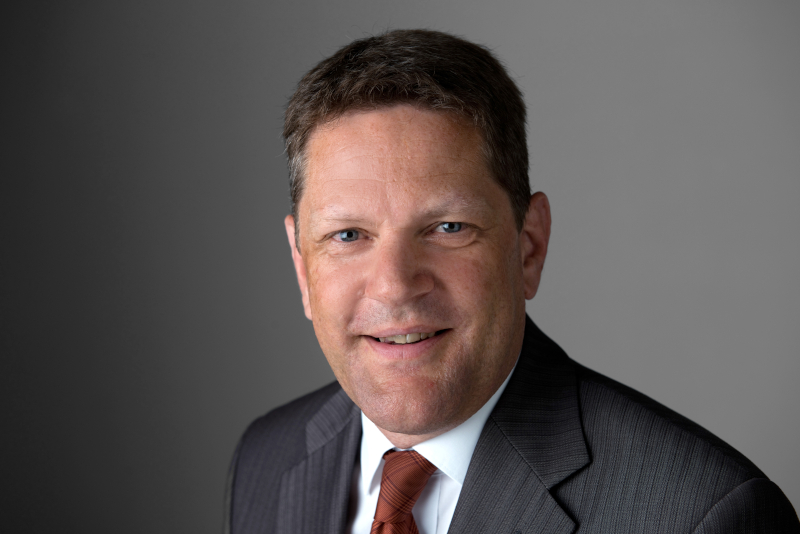
Patrick Schönbächler (2017)

Patrick Schönbächler (* 16. November 1968 in Einsiedeln) ist ein Schweizer Politiker (SP) und Rechtsanwalt.

## Biografie
Patrick Schönbächler ist in Einsiedeln geboren und aufgewachsen. 1988 erwarb er die Matura Typus B an der Stiftsschule des Klosters Einsiedeln. 1995 schloss er das Studium der Rechtswissenschaften an der Universität Zürich ab. 1998 promovierte Schönbächler mit der Arbeit "Wettbewerbsneutralität staatlicher Maßnahmen". 1999 erwarb er das Anwaltspatent des Kantons Schwyz. Er arbeitete bis 2020 als selbstständiger Rechtsanwalt in Einsiedeln und Schwyz. 2020 wählte ihn der Bezirk Einsiedeln zum neuen Landschreiber. Im Jahr 2024 wurde er im Amt bestätigt.
Von 2001 bis 2010 sass er im Kantonsrat des Kantons Schwyz. Er war Mitglied der SP-Fraktion und hatte Einsitz in der ständigen Rechts- und Justizkommission, in der Staatswirtschaftskommission sowie in der Verfassungskommission. Im Juni 2007 wurde Patrick Schönbächler mit 97:0 Stimmen zum Schwyzer Kantonsratspräsidenten 2007/08 gewählt. 2011 kandidierte er für den Regierungsrat des Kantons Schwyz. Die Wahl gelang trotz erreichtem absolutem Mehr nicht.
Seit dem Rückzug aus der aktiven Politik betätigt sich Patrick Schönbächler nebenberuflich als Lokalhistoriker, Posaunist und Event Manager. Neben dem Aufbau eines umfassenden Digitalarchivs für Bilder und Aufnahmen aus der Region Einsiedeln zeichnete er verantwortlich für die Umsetzung musikalischer Grossprojekte in Einsiedeln wie dem Musical "Evita" (2004), "An Evening of Elvis Tributes" (2009), Karl Jenkins’ "Stabat Mater" (2012) oder "Jesus Christ Superstar" (2016).